# Tupinologia
Tupinologia é o estudo da língua e literatura tupis. Diz-se tupinólogo ou tupinologista quem se dedica a esse ramo do conhecimento. Conforme Eduardo Navarro, a tupinologia teve início com a obra O Tupi na Geografia Nacional (1901), de Teodoro Sampaio.

## Contexto
No início do século XVI, falavam-se no Brasil centenas de línguas indígenas, pertencentes a diferentes troncos e famílias. A população nativa era bem maior do que a população de Portugal. A colonização do Brasil teve início na costa, onde o tupi antigo era muito mais usado do que quaisquer outras línguas indígenas, de modo que ele foi aprendido pelos colonizadores. Durante a colonização, o tupi antigo (falado nos séculos XVI e XVII) deu origem a duas línguas gerais, a saber, a língua geral paulista e a língua geral amazônica (faladas de meados do século XVII ao século XIX). O tupi antigo e as línguas gerais que dele se originaram contribuíram significativamente para o léxico do português do Brasil e para sua toponímia, mais do que qualquer outra língua indígena.
No século XVIII, a civilização europeia passou a ser comparada com as culturas ameríndias recém-descobertas. Fatos da vida de povos que desconheciam a propriedade privada, as classes sociais e o Estado tornaram-se conhecidos na Europa, gerando profunda reflexão entre os iluministas contemporâneos. Como consequência no plano estético, surgiu na segunda metade do século XVIII o indianismo árcade. O indígena americano passou a ser retratado em obras literárias e exaltado como um tipo humano valoroso. Mais tarde, também sob influência iluminista, emergiu o Romantismo, que valorizava a tradição histórica e nacional, voltando-se para o passado em busca de modelos e representações para as nações que surgiam no século XIX, entre as quais o Brasil, que se tornou independente em 1822. Nesse contexto, os índios de outros séculos e a língua tupi antiga transformaram-se em símbolos de uma identidade nacional que se buscava estabelecer em oposição a Portugal. Como desdobramento do “mito do bom selvagem”, surgiu o “mito do tupi”, representando um homem autenticamente brasileiro. O índio do passado foi valorizado, e sua língua, exaltada. Assim, no século XIX, leigos passaram a se dedicar ao estudo do tupi antigo. Deu-se início ao estudo formal e sistemático dessa língua em meios não religiosos, iniciativa levada a efeito por intelectuais, escritores e cientistas.

## Histórico
O início do estudo formal e sistemático do tupi antigo rendeu alguns frutos, como o Dicionário da língua tupi, de Gonçalves Dias, e a Gramática da língua brasileira, de Pedro Luís Simpson. Nessa época, entretanto, ainda não havia clareza em relação às diferenças entre o tupi antigo, as línguas gerais dele provenientes e o guarani. Também não se conhecia precisamente o léxico do tupi antigo. Já se acreditou, por exemplo, na existência de uma “língua tupi-guarani”, quando, na verdade, tupi-guarani se refere a uma família linguística. Essa imprecisão conceitual também se refletiu no título do primeiro romance indianista do Brasil, publicado em 1857 e chamado O guarani por seu autor, José de Alencar.
Em 1901, o engenheiro baiano Teodoro Sampaio publicou a obra O tupi na geografia nacional, na qual destacou o fato ainda pouco percebido de que a maior parte dos topônimos de origem tupi foi produto da ação civilizada, não atribuídos pelos próprios índios, mas em decorrência da ação das missões e das bandeiras. O tupi antigo e as línguas gerais dele surgidas passaram a ser consideradas línguas que, juntamente com o português, desempenharam papel na formação da civilização brasileira, consideradas línguas indígenas “civilizadas”. Teodoro Sampaio iniciava assim a tupinologia no Brasil. Sua obra incentivou consideravelmente o uso do tupi na denominação de lugares no Brasil, como admitiria o próprio autor no prefácio de sua terceira edição, de 1928.
| “                 | A predileção dos brasileiros pelos nomes indígenas na denominação dos lugares é hoje tão acentuada que a toponímia primitiva vai aos poucos se restaurando e às localidades novas dão-se, de preferência, nomes tirados da língua dos ameríndios tupis. | ” |
| — Teodoro Sampaio | |   |

Em 1935, durante a Era Vargas, instituiu-se a cadeira de língua tupi na Faculdade de Filosofia, Letras e Ciências Humanas da Universidade de São Paulo. O primeiro regente de tal cadeira foi Plínio Ayrosa, engenheiro e pesquisador autônomo convidado pelo reitor da universidade para estabelecer nela esse curso. Na década de 1940, surgiram iniciativas semelhantes. Criaram-se cursos de tupi antigo na Pontifícia Universidade Católica do Rio de Janeiro (com Antônio Lemos Barbosa), na Universidade da Bahia (com Frederico Edelweiss) e na Universidade do Paraná (com Mansur Guérios). Eduardo de Almeida Navarro considera esse período como o marco do surgimento formal da tupinologia. Tamanha foi a reputação desses estudos que, durante o segundo governo de Getúlio Vargas, tramitou no Congresso Nacional um projeto de lei que tornava obrigatória a criação da cadeira de língua tupi em todas as faculdades de Letras do Brasil. O texto foi assinado pelo então presidente Café Filho em 3 de setembro de 1954, pouco tempo após o suicídio de Vargas, no dia 24 do mês anterior.
Em 1938, Plínio Ayrosa publicou o Vocabulário na língua brasílica, um manuscrito do século XVII que continha o léxico do tupi antigo. Isso permitiu compreender a diferença entre o tupi antigo e as línguas gerais que dele se originaram. Eduardo de Almeida Navarro também considera esse acontecimento como um marco do surgimento da tupinologia.

## Literatura tupi
A língua tupi foi usada como instrumento de catequese pelos jesuítas de 1549 a 1759. Durante esse período, os missionários aprenderam a língua e organizaram as primeiras gramáticas, vocabulários e catecismos na língua. Dentro da literatura brasileira incipiente, nasceram, assim, os primeiros escritos na língua tupi (até então, a língua, embora falada pelos índios, não possuía representação escrita).

## Tópicos de tupinologia
- momentos da língua tupi
- perfil da língua tupi
- processos de composição e derivação
- fonética histórica tupi-portuguesa
- empréstimos tupínicos no português do Brasil[10]

## História
No século XVI, o tupi se tornou matéria obrigatória para os jesuítas no Brasil. Entre os tupinólogos desse século, destacou-se o padre jesuíta José de Anchieta, com o seu "Arte de gramática da língua mais usada na costa do Brasil" (1595), a primeira gramática da língua tupi. Em 1621, a "Arte da língua brasílica", do padre Luís Figueira, se tornou a obra utilizada no ensino da língua no país. No século XVIII a língua tupi antiga deixou de ser falada, ao ser suplantada pela língua portuguesa e, ao mesmo tempo, se transformar na língua geral. Em 1935, o ensino da língua começou a ser ministrado na Universidade de São Paulo por Plínio Ayrosa, exemplo este que passou a ser seguido por outras universidades brasileiras. Em 1938, Plínio publicou o "Vocabulário na língua brasílica", obra de um jesuíta desconhecido do século XVI: a obra revelou o léxico do tupi antigo, até então praticamente desconhecido. 
Ao longo do século XX, destacaram-se os trabalhos dos tupinólogos Lemos Barbosa (da Pontifícia Universidade Católica do Rio de Janeiro), Frederico Edelweiss (da Faculdade de Filosofia e Ciências Humanas da Universidade Federal da Bahia) e Aryon Rodrigues (da Universidade Estadual de Campinas). A partir da década de 1960, o estruturalismo começou a influenciar o ensino das línguas indígenas do Brasil: com isso, o ensino do tupi antigo foi cedendo espaço ao ensino de língua indígenas vivas. No início do século XXI vem se destacando o trabalho de Eduardo de Almeida Navarro (da Universidade de São Paulo).